# Veliko gledališče Hamhŭng
Veliko gledališče Hamhung (함흥대극장, 咸興大劇場) je gledališče v Hamhungu v Severni Koreji. Zgrajeno je bilo leta 1984 in je največja gledališka zgradba v državi.
Stavba se uporablja za velike gledališke predstave revolucionarne operne skupine. V preddverju je velika poslikava trenutnega voditelja Kim Jong-una in njegovega očeta Kim Jong-Ila.